# Gulgumpad munia
Gulgumpad munia (Lonchura flaviprymna) är en fågel i familjen astrilder inom ordningen tättingar.

## Utbredning och systematik
Fågeln förekommer i norra Australien (Cambridge Gulf, Western Australia i Arnhem Land). Den behandlas som monotypisk, det vill säga att den inte delas in i några underarter.

## Status
IUCN kategoriserar arten som livskraftig.